# Lentipes venustus
Lentipes venustus är en fiskart som beskrevs av Allen 2004. Lentipes venustus ingår i släktet Lentipes och familjen smörbultsfiskar. IUCN kategoriserar arten globalt som otillräckligt studerad. Inga underarter finns listade i Catalogue of Life.